# Polickie Dni Muzyki „Cecyliada”
Polickie Dni Muzyki „Cecyliada” – festiwal muzyki sakralnej, chóralnej i współczesnej odbywający się w Policach. „Cecyliada” jest organizowana corocznie od 1994 roku, początkowo w listopadzie, a obecnie w październiku. Festiwal został zainicjowany przez ks. Mirosława Oliwiaka. Koncerty odbywają się w kościele Mariackim, kościele św. Kazimierza Królewicza oraz w Miejskim Ośrodku Kultury.
Nazwa „Cecyliada” pochodzi od imienia świętej Cecylii z Rzymu, patronki muzyki sakralnej.
Polickie Dni Muzyki „Cecyliada” mają charakter międzynarodowy. Oprócz polskich uczestniczą w nim chóry m.in. z Niemiec, Danii i Ukrainy.